# Hamlet (Liszt)
A Hamlet című szimfonikus költeményt Liszt Ferenc 1858-ban írta, és nyilvánosan Sondershausenben mutatták be 1876-ban. A partitúra 1861-ben jelent meg nyomtatásban, Lipcsében. Műjegyzékszáma: S.104.

## A mű születése
Shakespeare műveit a romantika művészei megkülönböztetett figyelemmel illették, Liszt azonban csak a Hamlet nyomán írt zenét. A szimfonikus költeményt a dráma nyitányaként szánta, amelynek címszerepét a Weimarban vendégszereplő Bogumil Dawison, a híres lengyel színész játszotta 1856-ban. Az előadás, és benne Dawison játéka azért fogta meg Lisztet, mert romantikus volt, Hamlet tehetséges, akaraterős és határozott személyiség volt, Ophélia pedig – Liszt értelmezésében – azért háborodik meg, mert végső soron méltatlan Hamlethez. Rokonságot látott közte és Brabanti Elza, Wagner Lohengrinjének hősnője között (a Lohengrin ősbemutatója egyébként Weimarban volt, 1850-ben, Liszt közbenjárására).
Liszt 1858-ban komponálta tizedik szimfonikus költeményét, és még abban az évben előadták egy zártkörű próba keretében, Liszt vezényletével. Az igazi ősbemutatóig több mint másfél évtizedet kellett várni: a premier 1876. július 2-án volt Sondershausenben, Max Ermannsdörfer vezényelt. A partitúra nyomtatásban 1861-ben jelent meg a lipcsei Breitkopf und Härtel gondozásában. A mű dedikálása Carolyne zu Sayn-Wittgenstein hercegnőnek szólt.
A műből Liszt zongoraátiratokat is készített: négy kézre (S.597) és két zongorára (S.644).

## A zene
A Hamlet Liszt egyik legjobb szimfonikus költeménye, finom, szemlélődő jellegű zene. Nincsenek benne a Lisztnél oly gyakori harsány effektusok, szövete finom, kamarazeneszerű részletekben gazdag, és a befejezés is csendes, filozofikus, magába forduló. A kompozíció – annak ellenére, hogy címe alapján programzeneként gondolnánk rá – inkább Hamlet portréjaként fogható fel. Az Ophelia alakját jelképező középső részt, mintegy  „árnyképszerűen” (Liszt kifejezésével), utólag illesztette a darabba.
A nagyforma szimmetrikus öttagú egység, felépítése:
| Bevezetés  | A            | B             | C             | Kóda          |
| ---------- | ------------ | ------------- | ------------- | ------------- |
| 1–73. ütem | 74–159. ütem | 160–217. ütem | 218–337. ütem | 338–392. ütem |

A mű alaphangneme h-moll. A centrális belső részt (B) a szünetekkel elhatárolt többi úgy veszi körül, hogy rímel egymásra a bevezetés és a kóda. A mű öt témája közül az első kettő inkább csak motívum, a harmadik viszont már a főtéma, amely jelen van a darab valamennyi szakaszában.  A másik, pontozott ritmusú téma is többször előfordul a darabban. A bevezető háromrészes, az A szakasz szenvedélyes, erőteljes tutti. A középrésznek Liszt előírása szerint „rendkívül nyugodtnak kell lennie, mintegy árnyképként hangzania, amely Opheliára utal”. Ez a rész egy szeretetteljesen megrajzolt női portré. A negyedik, C szakasz a hamleti dühöt, őrjöngést fejezi ki, szenvedélyes, majd hátborzongató zene, ami végül elcsendesül. A mű gyászindulóval fejeződik be.
A zenekari hangszerelés: piccolo, két fuvola, két oboa, két klarinét, két fagott, négy kürt, két trombita, két tenorharsona, basszusharsona, tuba, üstdob és vonósok.